# アドルフ8世 (ホルシュタイン伯)
アドルフ8世（ドイツ語：Adolf VIII.,  1401年 - 1459年12月4日）は、シュレースヴィヒ公（アドルフ1世）およびホルシュタイン＝レンズブルク伯（アドルフ8世）。デンマーク王国の家臣として強大な権力を持っていた。

## 生涯
シャウエンブルク家は、何世紀にもわたってホルシュタイン伯を継承し、神聖ローマ帝国の家臣であった。アドルフ8世の曽祖父ゲルハルト3世はデンマーク王国の摂政もつとめ、デンマーク王より南ユトランド公領を世襲の領地として与えられた。1330年から1375年まで公領を失い、回復した公爵の権力も1386年にはマルグレーテ1世により抑えられたが、1414年から1440年にかけて回復した。
アドルフ8世はホルシュタイン＝レンズブルク伯ゲルハルト6世とカタリーナ・エリーザベト・フォン・ブラウンシュヴァイク＝リューネブルク（ブラウンシュヴァイク＝リューネブルク公マグヌス2世の娘）の間の息子である。父ゲルハルト6世が1404年8月4日にハイデ近くのハメの戦いでディットマールシェンの人々と戦った際に戦死した時、アドルフ8世はわずか3歳であった。アドルフはホーエンツォレルン城のフリードリヒ1世の宮廷で教育を受けた。
アドルフ8世の兄ハインリヒ4世が父のあとを継いだ。シュレースヴィヒ公として、若年であったハインリヒ4世は1414年までデンマーク王の保護下に置かれた。しかし、デンマーク王はハインリヒの公領の継承を拒否した。ハインリヒとその母および兄弟は、一丸となってハインリヒの公領継承のために戦った。ダノ＝ハンザ同盟戦争の間の1427年5月28日に、ハインリヒはフレンスブルク包囲中に戦死した。
アドルフ8世と弟ゲルハルト7世が兄ハインリヒの後を継ぎホルシュタイン＝レンズブルク伯となり、シュレースヴィヒ公領を継承するための努力が継続された。しかし1433年にゲルハルト7世はエメリッヒ・アム・ラインで死去した。1435年7月、アドルフ8世とデンマーク王エーリク7世はボアディングボー城でボアディングボー条約を結び、アドルフが事実上支配していたシュレースヴィヒ公領の領有が追認された。1439年、新しくデンマーク王位についたクリストファ3世は、アドルフにシュレースヴィヒ公領をデンマークにおける世襲の領地として与えることで、アドルフの忠誠を得た。これによりアドルフの領地はデンマークと神聖ローマ帝国の両方に接する形となった。
1448年、クリストファ3世の死により、デンマーク王家の血統は断絶した。アドルフはデンマーク王エーリク5世の子孫であったが、エーリク5世の母マルグレーテ・サンビリアがエーリク5世の父クリストファ1世の女系の王位継承権についても教皇の承認を得ていた。アドルフはまたデンマーク王アーベルの娘ソフィーを通してアーベルの子孫でもあったが、クリストファ3世はアーベルの息子の最後の子孫であった。議会（リクスロズ）は、アドルフがシュレースヴィヒ公でデンマーク最大の領地の領主であることから、アドルフに王位の継承を求めた。しかし、アドルフはこの時すでに40代後半で嗣子がなかったため、王位継承を断り、代わりに甥のオルデンブルク伯クリスチャンが王位につくのを支持した（クリスチャン1世）。
アドルフは1435年3月5日に、ドイツ貴族マルガレーテ・フォン・ヘレンシュタインと結婚し、1男が生まれたが早世した。1459年、アドルフは後継者なく死去した。姉ハイルヴィヒはオルデンブルク伯ディートリヒと結婚し子供を遺した。長姉インゲボルクはヴァドステーナ修道院長となり修道女として一生を終えたため、結婚せず子供もいなかった。弟ゲルハルトは双子の男女を遺したが、息子ハインリヒは若いうちに溺死し、娘クリスティーネはプレエッツ修道院の修道女となった。シャウエンブルクはホルシュタイン＝ピンネベルク伯家の男系子孫がまだ継承しており、その他のホルシュタイン伯の女系子孫も続いていたため、ホルシュタイン＝レンズブルクおよびシュレースヴィヒの継承請求者は何名かいた。アドルフの家系は系譜上ではシャウエンブルク家の分家であった。
1460年3月5日、シュレースヴィヒとホルシュタインの代表者がリーベに招集され、アドルフの継承者は最年長の甥クリスチャン1世であることが承認された。

## 印章

アドルフ8世の紋章

アドルフ8世の印章には、シュレースヴィヒの紋章（2頭のライオン）とホルシュタインの紋章（イラクサの葉）が刻まれている。銘は、「SIGILLUM*ADOLPHI*DUCIS*SLEVICENSIS*HOLTSACIE*COMITIS」（シュレースヴィヒ公およびホルシュタイン伯アドルフの印章）と刻まれている。